# Lamothe-en-Blaisy
Lamothe-en-Blaisy település Franciaországban, Haute-Marne megyében. Lakosainak száma 57 fő (2018. január 1.). Lamothe-en-Blaisy Colombey-les-Deux-Églises, Curmont és Lachapelle-en-Blaisy községekkel határos.

## Népesség
A település népességének változása:
| Lakosok száma | 92   | 83   | 92   | 81   | 65   | 74   | 73   | 68   | 59   | 57   |
|               | 1968 | 1975 | 1982 | 1990 | 1999 | 2011 | 2013 | 2015 | 2017 | 2018 |